# Robotnedslaget i Polen 2022
Den 15 november 2022 slog en robot ner på polskt territorium nära byn Przewodów vid den polsk-ukrainska gränsen. Explosionen dödade två människor.
Det var det första tillfället då en missil exploderat på NATO-territorium under Rysslands invasion av Ukraina och tidiga bedömningar antog att det rörde sig om en ukrainsk luftvärnsrobot som avfyrats för att skjuta ner ett ryskt angrepp.